# Unité urbaine de Riantec-Locmiquélic
L'unité urbaine de Riantec - Locmiquélic est une unité urbaine française centrée sur la ville de Riantec département du Morbihan région Bretagne.

## Données globales
En 2010, selon l'INSEE, l'unité urbaine de Riantec - Locmiquélic est composée de trois communes, toutes situées dans le département du Morbihan, plus précisément dans l'arrondissement de Lorient.
L'unité urbaine de Lorient est un des pôles urbains de l'aire urbaine de Lorient.

## Délimitation de l'unité urbaine de 2010
L'INSEE a procédé à une révision de la délimitation de l'unité urbaine de Riantec - Locmiquélic en 2010 qui est ainsi composée de trois communes urbaines.

## Communes
Liste des communes appartenant à l'unité urbaine de Riantec - Locmiquélic selon la nouvelle délimitation de 2010 et population municipale de 2010 (Liste établie par ordre alphabétique).
| Nom         | Code Insee | Statut | Superficie (km2) | Population (dernière pop. légale) | Densité (hab./km2) |
| ----------- | ---------- | ------ | ---------------- | --------------------------------- | ------------------ |
| Locmiquélic | 56118      |        | 3,58             | 4 094 (2022)                      | 1 144              |
| Port-Louis  | 56181      |        | 1,07             | 2 689 (2022)                      | 2 513              |
| Riantec     | 56193      |        | 14,06            | 5 742 (2022)                      | 408                |

## Évolution démographique
L'évolution démographique ci-dessous concerne l'unité urbaine selon l'ancienne délimitation de 1999 jusqu'en 2006 et avec les délimitations de 2010 à partir de 2009.
| 1968   | 1975   | 1982   | 1990   | 1999   | 2009   | 2011   | 2016   | - |
| ------ | ------ | ------ | ------ | ------ | ------ | ------ | ------ | - |
| 12 589 | 12 127 | 11 945 | 11 926 | 11 518 | 12 003 | 12 008 | 12 214 | - |